# 文学フリマ
文学フリマ（ぶんがくフリマ）は、文学作品展示即売会。
出店者が自ら作った作品を自ら手売りするフリーマーケット形式のイベントである。
全国各地で開催されており、開催当日は出店者自身が制作した小説、詩、短歌、俳句、批評、ノンフィクション、エッセイ、絵本、紙芝居のほか、写真集、ZINE、漫画など幅広いジャンルの作品が出品される。

## 概要
文学フリマ開催当日は出店者にブース (販売用のスペース) が貸し出され、出店者自らの手で開催時間中に自由に販売・配布が行われる。読者は出店者のブースに直接訪問し、作品を購入できる。
販売・配布可能な作品としては「『自らが〈文学〉と信じるもの』であれば、形態・内容・価格を問わず、自由に販売・配布」できるものとされており、幅広い作品の販売が認められている。出店資格は個人・団体(サークル)・法人を問わず幅広く認められている。ただし出店受付期間内に所定の手続きを行い出店料の払い込み等を済ませる必要がある。
開催都市は2023年現在、札幌・岩手・東京・京都・大阪・広島・福岡の7都市で、年8回開催している(東京開催は年2回)。2024年より香川でも開催が始まり、年9回開催となる。
基本的に全国の文学フリマ共通で、一般参加者の入場は無料であったが、経費増と入場者数の増加等の理由により、東京開催に限っては2024年5月開催の文芸フリマ東京38から一般参加者の入場も有料化された。

### 運営体制
各地域ごとに、地元在住のボランティアからなる事務局が任意団体として設立され、イベントの開催・運営を担当している。主催業務はこの地域ごとに事務局が担当している。全国組織の運営・システム運用など、文学フリマで共通するインフラの整備は一般社団法人文学フリマ事務局が担当し、全国組織と地域別組織の分業が図られている。

## 特徴

### 出店者
プロ・アマチュアを問わず、個人・グループ・法人問わず、多くの出店が行われる。大学の公認サークルや、短歌や俳句の結社などの既成の団体のみならず、文学フリマへの出店を目的として結成された団体も出店している。
出店数の最多は文学フリマ東京40の2746出店。出店数の増加によって落選が出ることもあり、会場の規模を拡大して配慮している。
出店カテゴリの傾向は開催地・開催回により様相が異なり、地域ごとの特徴が色濃く表れる。そのため在住地から遠く離れた地域に出店する出店者も多い。

### 作品
コピー機や家庭用のインクジェットプリンターで印刷されホチキスで製本された簡易的な冊子や、個人向けの印刷会社で印刷・製本された冊子を販売する出店者が多い。形式を問わず『自らが〈文学〉と信じるもの』の販売が広く認められているため、1ページのみの作品や、電子書籍・Tシャツ・CDの販売をする出店者も見られる。
文学フリマでの販売を目的に制作された作品が多く、それらは50部程度のごく限られた部数のみが出品される。開催当日のみで売り切れとなることも多い。
文学作品展示即売会であることから、文章で構成された作品が多いが、イラストを含むもの、漫画や写真を主とするものなど多様性が見られる。様式を問わず、出品される作品は出店者自身が「『文学』と信じるもの」であることが条件とされている。
価格の設定は出店者が自分自身で行う。営利・非営利いずれの出店目的も認められているため、価格設定にも出店者ごとに多様さが見られる。

### 同人誌即売会との類似点
文学フリマは「文学」の存続に対する危機意識から、「文学の生き残りのための場」、「開かれた《文学》のための場」として、コミックマーケットを参考として開催が始まった、という特徴的な経緯を持つ。そのため次に述べる細部の点で、コミックマーケットをはじめとした多くの同人誌即売会との類似する点がある。
- 出店時には事前に申し込みをする必要がある。
- 出店者自身が販売することを原則とし、イベント主催者は原則として販売に関与しない。

一方で、異なる点も多数ある。
- 一般の文学愛好者の参加を広く促すため、「サークル参加」「一般参加」「頒布」「スペース」などの同人誌即売会固有の用語を「出店」「来場」「販売」「ブース」などの平易な言葉に改めている。
- 個人やサークルのみならず、法人(営利団体)の出店を認めている。
- 商業出版物の販売も認められている。(ただし、作者・編集者など作り手自身が販売する場合に限る)
- 形式を「本」に限定せず、TシャツやDVD等の販売も認めている。

## 歴史

### 純文学論争

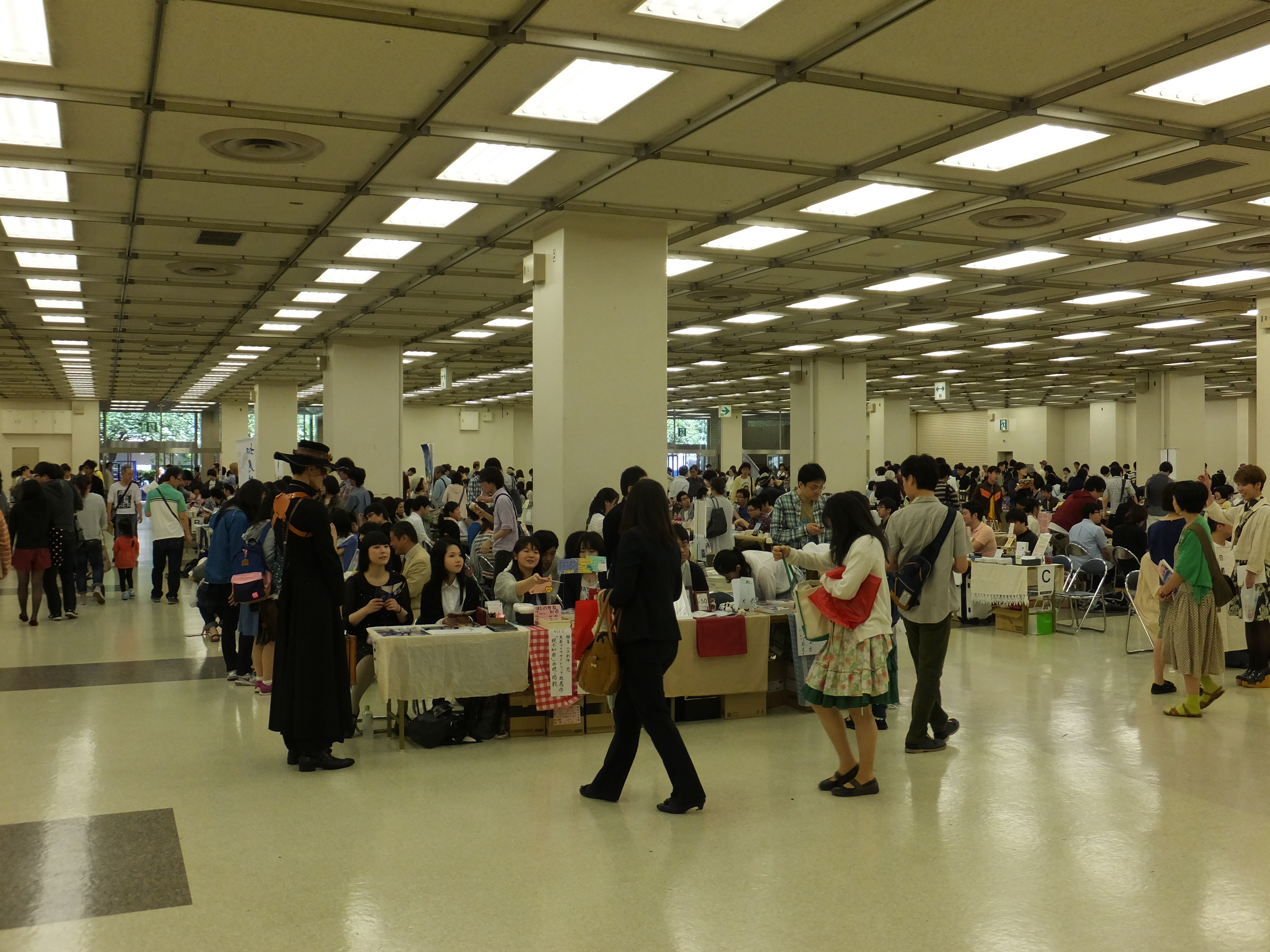
第二十回文学フリマ東京の様子

文学フリマの起源は、1990年代から2000年代にかけて行われた純文学論争に端を発している。
論争以前から大塚英志は、文学が果たすべき公共的な機能を挙げ、物語の作り手となる方法論の提示をしながら、既存の文芸誌を中心とした文壇が出版社による経済的庇護のもとで成立している現実を批判した。笙野頼子はその動きを文学の外側からの無理解に基づく批判であることを批判し、論争となった。
大塚は笙野の批判に対し、既得権と化した文芸誌のなかでの閉鎖な営みによって「文学」が秘儀化されようとしている現実を批判し、文学が存続するための手段について論じた。そのひとつとしてコミックマーケットを例にとり、文学のための「場」を新たに作ることを提案した。
ここで大塚が企図したのは、既存の流通システムの外に「文学」の市場を作ること、すなわち既存の版元―取次―書店からなる流通システムに依存しない形で「文学」が存続できる「場」を作ることである。
五十人(組)の応募を条件に、東京近郊で一度だけ「文学コミケ」を開催することを大塚が宣言し、実際に五十通を超える応募が集まり、開催が決定した。その後「コミケ」が有限会社コミケットの登録商標であることが判明し、開催準備の過程で「文学フリマ」へと名が改められた。

### 第一回文学フリマの開催
第一回文学フリマは2002年11月3日に開催された。
その文学フリマは大塚の当初の予想を超え、既成の文芸誌よりもはるかに多様な作り手による、多様な文学が存在する場となった。大塚はそのこと文芸誌上で報告し、笙野に対して対話を呼びかけた。
しかし笙野がこれに応えることはなく、他誌上で大塚への批判を繰り返し続けるのみならず、大塚を想起させる登場人物を作中に出現させ罵倒するようになった。このようにして論争が決着を見ないまま終焉を迎えた。
一方、文学フリマは当初宣言の通り大塚の手を離れ、有志からなる任意団体「文学フリマ事務局」が発足し第二回以降の運営を継続し、順調に開催回数を重ね、規模拡大を続けた。

### 開催地域の拡大と百都市構想
2013年に大阪にて「文学フリマ大阪事務局」が発足、文学フリマ大阪の開催が始まる。
この長さを受けて、文学フリマ事務局は2014年に「文学フリマ百都市構想」を発表し、全国に対して文学フリマの開催への門戸を開いた。
「文学フリマ百都市構想」とは、日本各地で文学フリマを開催したい有志を支援し、文学フリマの開催を通じて創作者・愛好者・継承者を生み出すことを目的とした取り組みである。地元での開催を希望する有志が主体となって現地での開催が遂行できるようにするため、主催業務に関わるノウハウ・マニュアルやシステムが提供され、開催までの準備から当日の業務まで支援が行われる。
文学フリマ百都市構想にもとづいて金沢・福岡・札幌・岩手・京都・前橋・広島・香川で現地組織が発足し、開催が行われた。

### 法人化
2022年に全国組織の運営とシステム管理とを担う「一般社団法人文学フリマ事務局」が発足した。

## 出身作家
プロ作家としてのデビュー前に文学フリマで出店を経験している作家は次の通り。
- こだま[9]
- 爪切男[10]
- 乗代雄介[10]
- 小林エリコ[11]
- 菊池良
- 並木陽
- 世津路章
- 高瀬隼子[12]
- 僕のマリ[13]

## 主な出来事
文学フリマはプロ・アマを問わず「文学」の書き手の出店を募っており、初回から商業誌に作品を発表している作家も参加している。
- 第1回東京（2002年） - 佐藤友哉と西尾維新が小説を書き、講談社の編集者太田克史が寄稿し、舞城王太郎が挿絵を付けたコピー誌『タンデムローターの方法論』が販売された。また、大塚英志は『文學界』(文藝春秋)に掲載拒否された石原慎太郎論を手書き原稿で販売した。
- 第4回東京（2005年） - 桜坂洋と桜庭一樹が合作した小説『桜色ハミングディスタンス』が販売された。
- 第5回東京（2006年） - 文学フリマ運営事務局による初の出版物「文学フリマ五周年記念文集」が販売された。
- 第7回東京（2008年） - 講談社BOXが主催する「東浩紀のゼロアカ道場」第4回関門の実施会場となり、同企画に参加していた8チーム16名が批評の同人誌を販売した。
- 第9回東京（2009年） - 併催イベントとして片渕須直や奥泉光を迎えたトークイベントが実施された。
- 第10回東京（2010年） - 講談社BOXが主催する「『西島大介のきらめき☆マンガ学校』二学期・公開講義」が実施された。
- 第13回東京（2011年） - 文学フリマ事務局編集の「これからの『文学フリマ』の話をしよう 〜文学フリマ十周年記念文集〜」が刊行された。後に芥川賞を受賞する又吉直樹（ピース）が一般参加した。
- 第2回大阪（2014年） - 株式会社はてなが後援。汀こるものが出店した。
- 第30回東京（2020年） - COVID-19(新型コロナウイルス感染症)の国内での拡大状況・行政の発表等を鑑みて中止となった[14]。

## 開催データ
下にこれまでの文学フリマ開催データを記す。なお、来場者数については一般入場者数と出店者数を足した数。

### 東京開催
| 回                 | 開催日         | 会場                                           | 出店数   | 来場者数 | 主催                                 |
| ------------------ | -------------- | ---------------------------------------------- | -------- | -------- | ------------------------------------ |
| 第一回             | 2002年11月3日  | 青山ブックセンター                             | 約80     | 約1000人 | 大塚英志 市川真人 青山ブックセンター |
| 第二回             | 2003年11月3日  | 青山ブックセンター                             | 約100    | 約1000人 | 文学フリマ事務局                     |
| 第三回             | 2004年11月14日 | 東京都中小企業振興公社秋葉原庁舎               | 134      | 約900人  | 文学フリマ事務局                     |
| 第四回             | 2005年11月27日 | 東京都中小企業振興公社秋葉原庁舎               | 160      | 約1000人 | 文学フリマ事務局                     |
| 第五回             | 2006年11月12日 | 東京都中小企業振興公社秋葉原庁舎               | 158      | 約1100人 | 文学フリマ事務局                     |
| 第六回             | 2007年11月11日 | 東京都中小企業振興公社秋葉原庁舎               | 158      | 約1300人 | 文学フリマ事務局                     |
| 春の文学フリマ2008 | 2008年5月11日  | 東京都中小企業振興公社秋葉原庁舎               | 157      | 約1200人 | 文学フリマ事務局                     |
| 第七回             | 2008年11月9日  | 東京都中小企業振興公社秋葉原庁舎               | 155      | 約1800人 | 文学フリマ事務局                     |
| 第八回             | 2009年5月10日  | 大田区産業プラザPiO                            | 316      | 約1800人 | 文学フリマ事務局                     |
| 第九回             | 2009年12月6日  | 大田区産業プラザPiO                            | 約380    | 約2400人 | 文学フリマ事務局                     |
| 第十回             | 2010年5月23日  | 大田区産業プラザPiO                            | 約420    | 約3000人 | 文学フリマ事務局                     |
| 第十一回           | 2010年12月5日  | 大田区産業プラザPiO                            | 約540    | 約3400人 | 文学フリマ事務局                     |
| 第十二回           | 2011年6月12日  | 大田区産業プラザPiO                            | 約530    | 約4000人 | 文学フリマ事務局                     |
| 第十三回           | 2011年11月3日  | 東京流通センター 第二展示場                    | 約590    | 約3600人 | 文学フリマ事務局                     |
| 第十四回           | 2012年5月6日   | 東京流通センター 第二展示場                    | 約610    | 約3800人 | 文学フリマ事務局                     |
| 第十五回           | 2012年11月18日 | 東京流通センター 第二展示場                    | 約620    | 約3600人 | 文学フリマ事務局                     |
| 第十七回           | 2013年11月4日  | 東京流通センター 第二展示場                    | 約680    | 約3400人 | 文学フリマ事務局                     |
| 第十八回           | 2014年5月5日   | 東京流通センター 第二展示場                    | 約650    | 約3500人 | 文学フリマ事務局                     |
| 第十九回           | 2014年11月24日 | 東京流通センター 第二展示場                    | 約720    | 約3800人 | 文学フリマ事務局                     |
| 第二十回           | 2015年5月4日   | 東京流通センター 第二展示場                    | 約610    | 約3400人 | 文学フリマ事務局                     |
| 第二十一回         | 2015年11月23日 | 東京流通センター 第二展示場                    | 約700    | 約3500人 | 文学フリマ事務局                     |
| 第二十二回         | 2016年5月1日   | 東京流通センター 第一展示場                    | 719      | 約3500人 | 文学フリマ事務局                     |
| 第二十三回         | 2016年11月23日 | 東京流通センター 第二展示場                    | 746      | 約3500人 | 文学フリマ事務局                     |
| 第二十四回         | 2017年5月7日   | 東京流通センター 第二展示場                    | 722      | 約3500人 | 文学フリマ事務局                     |
| 第二十五回         | 2017年11月23日 | 東京流通センター 第二展示場                    | 777      | 約3500人 | 文学フリマ事務局                     |
| 第二十六回         | 2018年5月6日   | 東京流通センター 第二展示場                    | 729      | 約3600人 | 文学フリマ事務局                     |
| 第二十七回         | 2018年11月25日 | 東京流通センター 第一展示場                    | 893      | 4332人   | 文学フリマ事務局                     |
| 第二十八回         | 2019年5月6日   | 東京流通センター 第一展示場                    | 895      | 5116人   | 文学フリマ事務局                     |
| 第二十九回         | 2019年11月24日 | 東京流通センター 第一展示場                    | 1072     | 6044人   | 文学フリマ事務局                     |
| 第三十回           | 2020年5月6日   | 開催中止                                       | 開催中止 | 開催中止 | 文学フリマ事務局                     |
| 第三十一回         | 2020年11月22日 | 東京流通センター 第一展示場                    | 746      | 2179人   | 文学フリマ事務局                     |
| 第三十二回         | 2021年5月16日  | 東京流通センター 第一展示場                    | 670      | 2233人   | 文学フリマ事務局                     |
| 第三十三回         | 2021年11月23日 | 東京流通センター 第一展示場                    | 686      | 4475人   | 文学フリマ事務局                     |
| 第三十四回         | 2022年5月29日  | 東京流通センター 第一展示場                    | 884      | 5482人   | 文学フリマ事務局                     |
| 35                 | 2022年11月20日 | 東京流通センター 第一展示場・第二展示場Eホール | 1304     | 7445人   | 文学フリマ事務局                     |
| 36                 | 2023年5月21日  | 東京流通センター 第一展示場・第二展示場Fホール | 1435     | 10780人  | 文学フリマ東京事務局                 |
| 37                 | 2023年11月11日 | 東京流通センター 第一展示場・第二展示場        | 1843     | 12890人  | 文学フリマ東京事務局                 |
| 38                 | 2024年5月19日  | 東京流通センター 第一展示場・第二展示場        | 1878     | 12283人  | 文学フリマ東京事務局                 |
| 39                 | 2024年12月1日  | 東京ビッグサイト 西3・4ホール                  | 2263     | 14967人  | 文学フリマ東京事務局                 |
| 40                 | 2025年5月11日  | 東京ビッグサイト 南1-4ホール                   | 2746     | 16111人  | 文学フリマ東京事務局                 |
| 41                 | 2025年11月23日 | 東京ビッグサイト 南1-4ホール                   | -        | -        | 文学フリマ東京事務局                 |

### 大阪開催
| 回       | 開催日        | 会場                                           | 出店数 | 来場者数 | 主催                 |
| -------- | ------------- | ---------------------------------------------- | ------ | -------- | -------------------- |
| 第十六回 | 2013年4月14日 | 堺市産業振興センター                           | 約310  | 約1600人 | 文学フリマ事務局     |
| 第二回   | 2014年9月14日 | 堺市産業振興センター                           | 約300  | 約1500人 | 文学フリマ大阪事務局 |
| 第三回   | 2015年9月20日 | 堺市産業振興センター                           | 約270  | 約1300人 | 文学フリマ大阪事務局 |
| 第四回   | 2016年9月18日 | 堺市産業振興センター                           | 335    | 約1300人 | 文学フリマ大阪事務局 |
| 第五回   | 2017年9月18日 | 堺市産業振興センター                           | 316    | 約1400人 | 文学フリマ大阪事務局 |
| 第六回   | 2018年9月9日  | 大阪マーチャンダイズ・マートビル B・Cホール    | 378    | 1794人   | 文学フリマ大阪事務局 |
| 第七回   | 2019年9月8日  | 大阪マーチャンダイズ・マートビル B・Cホール    | 479    | 2175人   | 文学フリマ大阪事務局 |
| 第八回   | 2020年9月8日  | 大阪マーチャンダイズ・マートビル B・Cホール    | 295    | -        | 文学フリマ大阪事務局 |
| 第九回   | 2021年9月26日 | 大阪マーチャンダイズ・マートビル B・Cホール    | 292    | 1219人   | 文学フリマ大阪事務局 |
| 第十回   | 2022年9月25日 | 大阪マーチャンダイズ・マートビル B・Cホール    | 462    | 2676人   | 文学フリマ大阪事務局 |
| 11       | 2023年9月10日 | 大阪マーチャンダイズ・マートビル A・B・Cホール | 720    | 3135人   | 文学フリマ大阪事務局 |
| 12       | 2024年9月8日  | 大阪マーチャンダイズ・マートビル A・B・Cホール | 761    | 4889人   | 文学フリマ大阪事務局 |
| 13       | 2025年9月14日 | インテックス大阪 2号館                         | -      | -        | 文学フリマ大阪事務局 |

### 福岡開催
| 回     | 開催日         | 会場                                     | 出店数   | 来場者数 | 主催                 |
| ------ | -------------- | ---------------------------------------- | -------- | -------- | -------------------- |
| 第一回 | 2015年10月25日 | 都久志会館                               | 約100    | 約650人  | 文学フリマ福岡事務局 |
| 第二回 | 2016年10月30日 | 都久志会館                               | 113      | 約650人  | 文学フリマ福岡事務局 |
| 第三回 | 2017年10月8日  | 天神ビル                                 | 119      | 約550人  | 文学フリマ福岡事務局 |
| 第四回 | 2018年10月28日 | 天神ビル                                 | 111      | 552人    | 文学フリマ福岡事務局 |
| 第五回 | 2019年10月20日 | エルガーラホール 8F大ホール              | 165      | 807人    | 文学フリマ福岡事務局 |
| 第六回 | 2020年10月18日 | 開催中止                                 | 開催中止 | 開催中止 | 文学フリマ福岡事務局 |
| 第七回 | 2021年10月31日 | エルガーラホール 8F大ホール              | 115      | 471人    | 文学フリマ福岡事務局 |
| 第八回 | 2022年10月23日 | エルガーラホール 8F大ホール              | 164      | 837人    | 文学フリマ福岡事務局 |
| 9      | 2023年10月22日 | エルガーラホール 8F大ホール+7F中ホール   | 242      | 1419人   | 文学フリマ福岡事務局 |
| 10     | 2024年10月27日 | 博多国際展示場&カンファレンスセンター 3F | 333      | 1561人   | 文学フリマ福岡事務局 |
| 11     | 2025年10月5日  | 博多国際展示場&カンファレンスセンター 3F | -        | -        | 文学フリマ福岡事務局 |

### 札幌開催
| 回     | 開催日        | 会場                                | 出店数   | 来場者数 | 主催                 |
| ------ | ------------- | ----------------------------------- | -------- | -------- | -------------------- |
| 第一回 | 2016年7月23日 | さっぽろテレビ塔 2F                 | 116      | 約900人  | 文学フリマ札幌事務局 |
| 第二回 | 2017年7月9日  | さっぽろテレビ塔 2F                 | 128      | 約950人  | 文学フリマ札幌事務局 |
| 第三回 | 2018年7月8日  | さっぽろテレビ塔 2F                 | 128      | 約900人  | 文学フリマ札幌事務局 |
| 第四回 | 2019年7月7日  | さっぽろテレビ塔 2F                 | 128      | 867人    | 文学フリマ札幌事務局 |
| 第五回 | 2020年7月19日 | 開催中止                            | 開催中止 | 開催中止 | 文学フリマ札幌事務局 |
| 第六回 | 2021年10月3日 | 北海道自治労会館 4F・5F             | 99       | 414人    | 文学フリマ札幌事務局 |
| 第七回 | 2022年10月2日 | 札幌コンベンションセンター 大ホール | 135      | 696人    | 文学フリマ札幌事務局 |
| 8      | 2023年7月9日  | 札幌コンベンションセンター 大ホール | 158      | 814人    | 文学フリマ札幌事務局 |
| 9      | 2024年9月22日 | 札幌コンベンションセンター 大ホール | 241      | 1428人   | 文学フリマ札幌事務局 |
| 10     | 2025年8月24日 | 札幌コンベンションセンター 大ホール | -        | -        | 文学フリマ札幌事務局 |

### 岩手開催
| 回     | 開催日        | 会場                      | 出店数   | 来場者数 | 主催                 |
| ------ | ------------- | ------------------------- | -------- | -------- | -------------------- |
| 第一回 | 2016年9月4日  | 岩手県産業会館 7F大ホール | 94       | 約400人  | 文学フリマ岩手事務局 |
| 第二回 | 2017年6月11日 | 岩手県産業会館 7F大ホール | 86       | 約400人  | 文学フリマ岩手事務局 |
| 第三回 | 2018年6月17日 | 岩手県産業会館 7F大ホール | 93       | 約400人  | 文学フリマ岩手事務局 |
| 第四回 | 2019年6月9日  | 岩手県産業会館 7F大ホール | 105      | 456人    | 文学フリマ岩手事務局 |
| 第五回 | 2020年6月21日 | 開催中止                  | 開催中止 | 開催中止 | 文学フリマ岩手事務局 |
| 第六回 | 2021年6月20日 | 開催中止                  | 開催中止 | 開催中止 | 文学フリマ岩手事務局 |
| 第七回 | 2022年6月19日 | 岩手県産業会館 7F大ホール | 97       | 335人    | 文学フリマ岩手事務局 |
| 8      | 2023年6月18日 | 岩手教育会館 2F           | 115      | 523人    | 文学フリマ岩手事務局 |
| 9      | 2024年6月16日 | 岩手県産業会館 7F大ホール | 145      | 539人    | 文学フリマ岩手事務局 |
| 10     | 2025年6月15日 | 岩手県産業会館 7F大ホール | 153      | 668人    | 文学フリマ岩手事務局 |

### 京都開催
| 回     | 開催日        | 会場                              | 出店数   | 来場者数 | 主催                 |
| ------ | ------------- | --------------------------------- | -------- | -------- | -------------------- |
| 第一回 | 2017年1月22日 | 京都市勧業館 地下第一展示場       | 326      | 約1700人 | 文学フリマ京都事務局 |
| 第二回 | 2018年1月21日 | 京都市勧業館 第二展示場C・D       | 347      | 約1800人 | 文学フリマ京都事務局 |
| 第三回 | 2019年1月20日 | 京都市勧業館 第二展示場C・D       | 362      | 1556人   | 文学フリマ京都事務局 |
| 第四回 | 2020年1月19日 | 京都市勧業館 第二展示場C・D       | 447      | 2110人   | 文学フリマ京都事務局 |
| 第五回 | 2021年1月17日 | 開催中止                          | 開催中止 | 開催中止 | 文学フリマ京都事務局 |
| 第六回 | 2022年1月16日 | 京都市勧業館 第二展示場B・C・D    | 298      | 1016人   | 文学フリマ京都事務局 |
| 7      | 2023年1月15日 | 京都市勧業館 第二展示場B・C・D    | 466      | 2424人   | 文学フリマ京都事務局 |
| 8      | 2024年1月14日 | 京都市勧業館 第二展示場A・B・C・D | 639      | 3643人   | 文学フリマ京都事務局 |
| 9      | 2025年1月19日 | 京都市勧業館 第二展示場A・B・C・D | 1002     | 5574人   | 文学フリマ京都事務局 |

### 広島開催
| 回     | 開催日        | 会場                                         | 出店数   | 来場者数 | 主催                 |
| ------ | ------------- | -------------------------------------------- | -------- | -------- | -------------------- |
| 第一回 | 2019年2月24日 | 広島県立広島産業会館 東展示館 第2・第3展示場 | 151      | 711人    | 文学フリマ広島事務局 |
| 第二回 | 2020年2月23日 | 広島県立広島産業会館 東展示館 第2・第3展示場 | 131      | 452人    | 文学フリマ広島事務局 |
| 第三回 | 2021年2月14日 | 開催中止                                     | 開催中止 | 開催中止 | 文学フリマ広島事務局 |
| 第四回 | 2022年2月23日 | 広島県立広島産業会館 東展示館 第1展示場      | 96       | 511人    | 文学フリマ広島事務局 |
| 5      | 2023年2月26日 | 広島県立広島産業会館 東展示館 第2・第3展示場 | 164      | 636人    | 文学フリマ広島事務局 |
| 6      | 2024年2月25日 | 広島県立広島産業会館 東展示館 第2・第3展示場 | 209      | 960人    | 文学フリマ広島事務局 |
| 7      | 2025年2月9日  | 広島県立広島産業会館 東展示館 第2・第3展示場 | 272      | 1328人   | 文学フリマ広島事務局 |

### 香川開催
| 回 | 開催日        | 会場                     | 出店数 | 来場者数 | 主催                 |
| -- | ------------- | ------------------------ | ------ | -------- | -------------------- |
| 1  | 2024年7月28日 | 高松シンボルタワー展示場 | 124    | 1224人   | 文学フリマ香川事務局 |
| 2  | 2025年8月3日  | 高松シンボルタワー展示場 | -      | -        | 文学フリマ香川事務局 |

### 前橋開催
第四回が開催中止となり、以降は未定のままとなっている。
| 回     | 開催日        | 会場             | 出店数   | 来場者数 | 主催                 |
| ------ | ------------- | ---------------- | -------- | -------- | -------------------- |
| 第一回 | 2017年3月26日 | 前橋プラザ元気21 | 83       | 約450人  | 文学フリマ前橋事務局 |
| 第二回 | 2018年3月25日 | 前橋プラザ元気21 | 95       | 約400人  | 文学フリマ前橋事務局 |
| 第三回 | 2019年3月24日 | 前橋プラザ元気21 | 91       | 419人    | 文学フリマ前橋事務局 |
| 第四回 | 2020年3月22日 | 開催中止         | 開催中止 | 開催中止 | 文学フリマ前橋事務局 |

### 金沢開催
第五回をもって文学フリマ金沢事務局が解散し、北陸地方での開催は休止している。
| 回     | 開催日        | 会場                       | 出店数 | 来場者数 | 主催                 |
| ------ | ------------- | -------------------------- | ------ | -------- | -------------------- |
| 第一回 | 2015年4月19日 | ITビジネスプラザ武蔵 5・6F | 150    | 約400人  | 文学フリマ金沢事務局 |
| 第二回 | 2016年6月12日 | ITビジネスプラザ武蔵 5・6F | 81     | 約450人  | 文学フリマ金沢事務局 |
| 第三回 | 2017年4月16日 | ITビジネスプラザ武蔵 5・6F | 66     | 約400人  | 文学フリマ金沢事務局 |
| 第四回 | 2018年5月27日 | ITビジネスプラザ武蔵 5・6F | 72     | 約350人  | 文学フリマ金沢事務局 |
| 第五回 | 2019年4月20日 | ITビジネスプラザ武蔵 5・6F | 96     | 380人    | 文学フリマ金沢事務局 |

### スピンアウトイベント
| 回                                                            | 開催日        | 会場       | 出店数 | 来場者数 | 主催             |
| ------------------------------------------------------------- | ------------- | ---------- | ------ | -------- | ---------------- |
| 超文学フリマinニコニコ超会議2 （ニコニコ超会議2併催イベント） | 2013年4月28日 | 幕張メッセ | 280    | -        | 文学フリマ事務局 |

### 別主催者によるスピンオフイベント
| 回                     | 開催日        | 会場                              | 出店数 | 来場者数 | 主催                         |
| ---------------------- | ------------- | --------------------------------- | ------ | -------- | ---------------------------- |
| 文学フリマinなごや     | 2006年2月26日 | 名古屋市中小企業振興会館          | 47     | -        | 文学フリマinなごや実行委員会 |
| ミニコミフリマ＠名古屋 | 2011年4月3日  | アールベースカフェ（R-BASE CAFE） | 17     | -        | 奇刊クリルタイ               |